# 原修太
原 修太（はら しゅうた、1993年12月17日 - ）は、千葉県船橋市出身のバスケットボール選手。B.LEAGUE・千葉ジェッツふなばし所属。ポジションはシューティングガード、スモールフォワード。
2022ー2023シーズンには、平均得点10.1であり、ベストディフェンダー賞
シーズンベスト5に選ばれている。妻はモデルの團遥香。

## 来歴
小学校3年生から、バスケットボールを始める。船橋市立高根台中学校卒業後は市立船橋高校への進学を考えていた。最終的に習志野市立習志野高等学校へと進学。習志野高校時代から頭角を現すようになる。
その後、監督より大学でのバスケットボールを勧められ、関東大学リーグの2部または3部のチームへの進学を検討した。国士舘大学に進学。進学した当時は関東大学バスケットボールリーグ2部に所属していた。国士舘大学では、1年生時から試合に出場し、2年生時には国士舘大学1部昇格に貢献している。大学当時の原はシューターだった。プロに進むことを意識したのは3年生の終わり頃だったという。
大学4年時の2015年12月に千葉ジェッツへの入団が決まり、国士舘大学卒業後に契約。入団後の1シーズン目（NBL2015-2016）は9試合に出場している。
Bリーグ発足初年度、原自身2シーズン目（Bリーグ2016-2017）は序盤から約2ヶ月怪我で戦列を離れるも、復帰後40試合に出場。天皇杯（天皇杯・皇后杯全日本バスケットボール選手権大会）優勝も経験した。
3シーズン目となるBリーグ2017-2018では57試合に出場。Bリーグファイナルに進出した。
2018年5月、フィリピンにおいて開催された「FIBA3x3ワールドカップ2018」向けの3x3日本代表候補に3x3選手の鈴木慶太、小松昌弘、落合知也、野呂竜比人などがメンバー入りする中、原はアルバルク東京の安藤誓哉、秋田ノーザンハピネッツの保岡龍斗とともにBリーグプレーヤーから召集され、代表入りした。しかしながら、体調不良によりメンバー外となってしまった。
2019年5月17日3x3.EXE参加のTOKYO DIMEとの正式契約が発表された。
2020年7月、2018年8月に指定難病の潰瘍性大腸炎と診断されていたことをチームを通じて発表した。
2022-23シーズンは、レギュラーシーズン59試合に先発出場し、攻守で活躍。ベスト5とベストディフェンダー賞を獲得した。
2024-25シーズンは、2シーズン振りにベストディフェンダー賞を獲得した。

## 人物
2016年 - 2017年シーズン序盤に負傷欠場の後、ウェイトトレーニングによって筋骨の発達した体躯となり、東山動植物園のゴリラ「シャバーニ」に似ているという理由で「ハラーニ」という愛称が付けられた。
座右の銘は｢一所懸命｣。
株式会社ドーム契約アスリート。
2024年1月12日、女優やモデルとして活躍する團遥香と結婚したことを発表した。妻の團遥香を通して、多数の著名人と親戚である。

## 記録
| シーズン    | チーム | GP | GS | MPG  | FG%  | 3P%  | FT%  | RPG | APG | SPG | BPG | TO  | PPG |
| ----------- | ------ | -- | -- | ---- | ---- | ---- | ---- | --- | --- | --- | --- | --- | --- |
| NBL 2015-16 | 千葉   | 9  |    | 4.7  | .273 | .000 | .750 | 0.1 | 0.3 | 0.1 | 0.1 | 0.1 | 0.6 |
| B1 2016-17  | 千葉   | 40 | 4  | 15.0 | 43.8 | 35.9 | 48.4 | 1.3 | 0.7 | 0.4 | 0.1 | 0.5 | 2.1 |
| B1 2017-18  | 千葉   | 57 | 24 | 11.9 | 34.0 | 26.1 | 63.2 | 0.9 | 0.6 | 0.4 | 0.1 | 0.5 | 1.4 |
| B1 2018-19  | 千葉   | 48 | 3  | 13.8 | 43.2 | 44.1 | 42.9 | 1.1 | 0.9 | 0.4 | 0.1 | 0.4 | 1.5 |

## タイトル・代表歴
- 関東リーグ 3ポイント王（2014）
- ユニバーシアード日本代表（2015/2017）
- FIBAワールドカップ2023 日本代表（2023）
- Bリーグベストファイブ（2023）[16]
- Bリーグベストディフェンダー賞（2023,2025）[17]